# Patagonienmås
Patagonienmås (Chroicocephalus maculipennis) är en sydamerikansk fågel i familjen måsfåglar inom ordningen vadarfåglar.

## Utseende

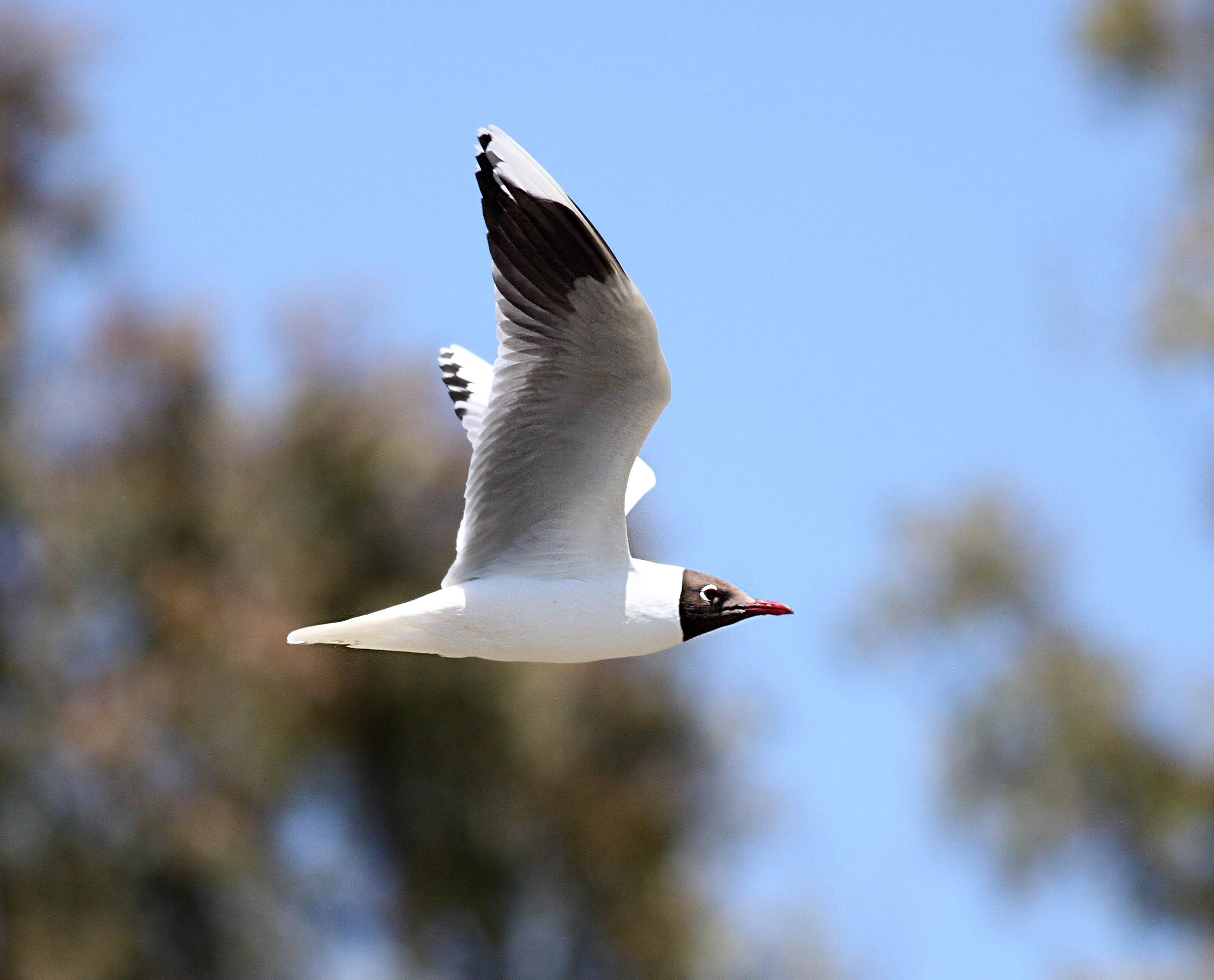
I flykten, San Miguel del Monte, Buenos Aires, Argentina.

Patagonienmåsen är närbesläktad med den europeiska skrattmåsen och har liksom denna ett mörkbrunt huvud och en vit halvcirkel runt bakre delen av ögat. Näbb och ben är röda. Vingarna har mörkgrå handpennor och ljusare grå armpennor och täckare. Könen är lika.

## Läten
Lätena är tunna och ljusa, bland annat gälla och tärnlika "zhree" samt korta "kip kip kip".

## Utbredning och systematik

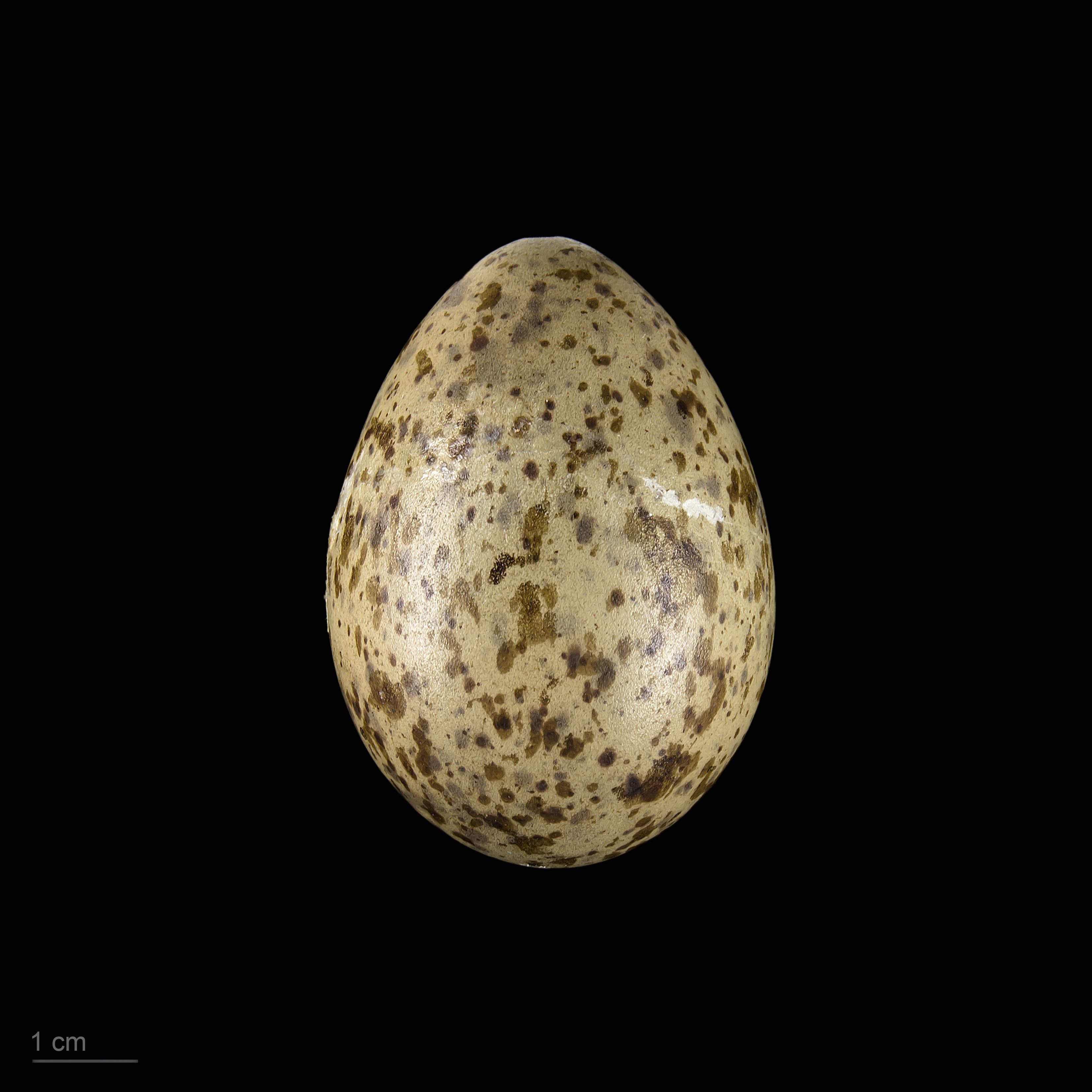
Chroicocephalus maculipennis

Fågeln återfinns vid sjöar, floder och kuster i södra Sydamerika (Patagonien) och på Falklandsöarna. Vintertid påträffas den även längre norrut utmed kusterna till centrala Brasilien och norra Chile.

### Släktestillhörighet
Länge placerades merparten av måsarna och trutarna i släktet Larus. Genetiska studier visar dock att arterna i Larus inte är varandras närmaste släktingar. Pons m.fl. (2005) föreslog att Larus bryts upp i ett antal mindre släkten, varvid patagonienmås placerades i Chroicocephalus. Brittiska British Ornithologists’s Union (BOU) följde efter 2007, amerikanska  American Ornithologists' Union (AOU) i juli 2007 och Sveriges ornitologiska förening 2010. Även de världsledande auktoriteterna Clements m.fl. och International Ornithological Congress IOU har implementerat rekommendationerna in sin taxonomi, dock ännu ej BirdLife International.

## Levnadssätt

### Föda
Patagonienmåsar lever huvudsakligen av insekter, as och föda som den stjäl från andra fåglar. Framför allt tar den krabbor från rödgulpannad sothöna (Fulica armillata) och musslor från amerikansk strandskata (Haematopus palliatus).

### Häckning
Patagonienmåsen bygger ett flytande bo i strandvegetationen vid dammar och sjöar. Den lägger tre till fyra ägg. Svarthuvad and (Heteronetta atricapilla) boparasiterar ofta på patagonienmåsen.

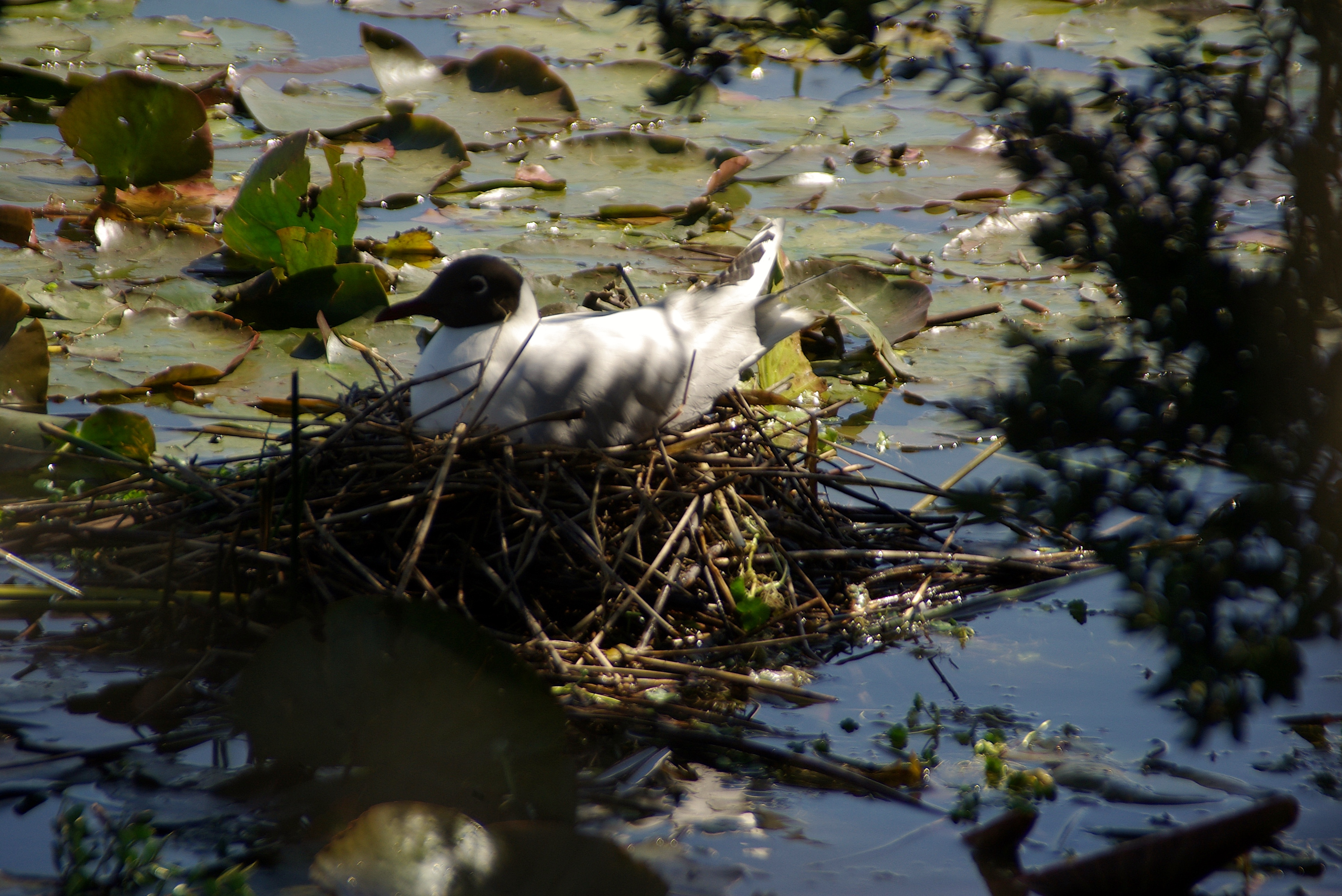
Patagonienmås på bo.

## Status och hot
Arten har ett stort utbredningsområde och en stor population, och tros öka i antal. Utifrån dessa kriterier kategoriserar IUCN arten som livskraftig (LC).